# Izdebki-Wąsy
Izdebki-Wąsy [pronunciación en polaco: /izˈdɛpki ˈvɔ̃sɨ/] es un pueblo ubicado en el distrito administrativo de Gmina Zbuczyn, dentro del Condado de Siedlce, Voivodato de Mazovia, en el este de Polonia central. Se encuentra aproximadamente a 10 kilómetros al este de Zbuczyn, a 22 kilómetros al este de Siedlce, y a 108 kilómetros al este de Varsovia.